# BASF

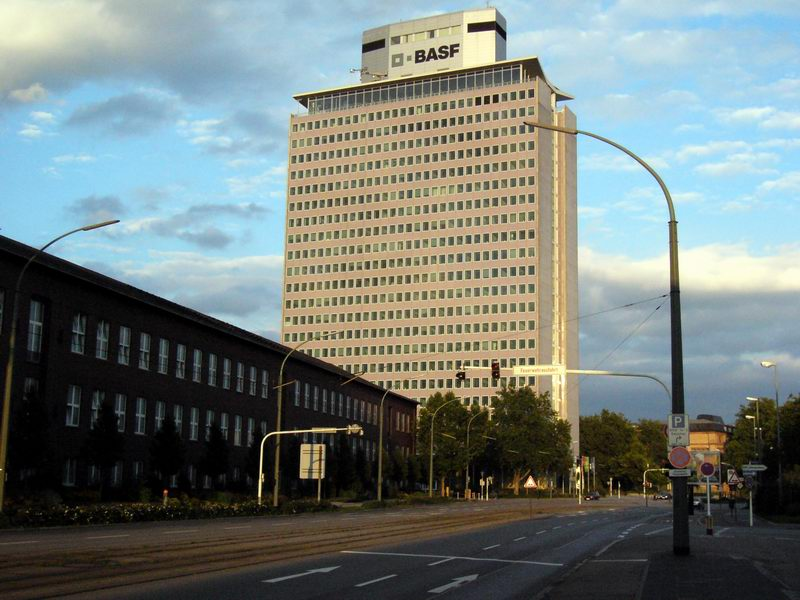
BASF - budova ředitelství v Ludwigshafenu

BASF (zkratka z původního názvu Badische Anilin- & Soda-Fabrik) je německá agrochemická firma, které patří k největším na světě.
Správná výslovnost zkratky je "bé-á-es-ef".
Kromě výroby průmyslových chemikálií, produkuje také plasty, pesticidy nebo geneticky modifikované organismy. V roce 2009 společnost BASF zaměstnávala asi 105 000 zaměstnanců a měla obrat 50,7 miliard eur.

## Historie
Firma BASF na výrobu barviv byla založena v německém Mannheimu v roce 1865 Friedrichem Engelhornem. Chemička byla postavena na druhém břehu řeky Rýn u Ludwigshafenu, neboť městská rada se obávala, že znečištění ovzduší z provozu by mohlo obtěžovat obyvatele města.
Po úspěchu anilinových barviv následovala výroba sody, kyseliny sírové, dusičné a dusíkatých hnojiv. Pro jejich výrobu byl v roce 1911 zřízen závod ve čtvrti Oppau, kde v roce 1921 exploze cca 400 tun hnojiva způsobila druhý největší katastrofální výbuch v Německu s 559 mrtvými a 1977 raněnými.
Od roku 1916 pracovala výroba výbušnin v Leuně u Merseburgu (pozdější VEB-Leunawerke). Za druhé světové války jedna z nejvýznamnějších výroben syntetického benzínu a průmyslový závod s nejsilnější obranou v Evropě se stala cílem strategického bombardování, 22 náletů.
V roce 1925 se BASF stala vedoucí složkou konglomerátu IG-Farben, ktará vlastnila patent na insekticid Cyklon B.
V roce 1937 byl jako pobočka Leuny zprovozněn závod Buna v Schkopau poblíž Halle na výrobu syntetckého kaučuku (postup BUtadien-NAtrium), PVC a jiných polymerů.
Konglomerát IG-Farben byl spojenci po válce rozpuštěn do původních firem. V 50. letech zavádí výrobu silonu a uvádí na trh Styropor - pěnový polystyrén, V 60 letech BASF expandoval a postavil řadu továren v zahraničí, Posléze rozvíjí kvalifikovanou (specializovanou) chemii a opouští spotřebitelskou chemii. V roce 2008 mění obchodní registraci na BASF SE (Societas Europaea).

## Současnost
BASF je podle obratu největší chemickou společností na světě . Její centrální závod v Ludwigshafenu je největším souvislým chemickým areálem v Evropě, táhne se přes 5 km podél levého břehu Rýna a kromě rozsáhlé vlečkové sítě disponuje i říčním přístavem (Ludwigshafen Nordhafen) včetně stání pro říční tankery.
Během let pohltila např. firmy Wintershall (suroviny včetně ropy a plynu), Johnson Polymer, stavební chemii Degussa, speciální chemii Cognis, papírenskou a vodárenskou chemii Ciba, speciální chemii pro povrchové úpravy Chemetall, pesticidy od Bayer AG aj. Produkce nyní sahá od chemikálií organických i anorgaických, plastů a zušlechťujících komponentů přes chemické přísady, katalyzátory a přípravky na ochranu rostlin až po surovou ropu a zemní plyn. V roce 2019 dosáhla společnost BASF obratu 68 miliard USD. V roce 2020 se očekává divestice stavební chemie. 

## BASF v Česku
V roce 2009 dosáhl koncern BASF v České republice obrat ve výši 259,2 milionu eur. Odbyt zabezpečuje BASF spol. s r.o. a BASF Stavební hmoty Česká republika s.r.o. se sídlem v Chrudimi, aktivity koncernu zastupuje i společnost Wintershall Gas spol. s r.o.